# Segunda Categoría de Pichincha 2013
El Campeonato Provincial de Segunda Categoría de Pichincha 2013 es un torneo de fútbol en Ecuador en cual compiten equipos de la Provincia de Pichincha. El torneo es organizado por Asociación de Fútbol No Amateur de Pichincha (AFNA) y avalado por la Federación Ecuatoriana de Fútbol. El torneo inició en marzo de 2013. Participan 10 clubes de fútbol. 
El equipo que ascendió es el club Los Loros

## Equipos participantes
| Equipos participantes                 | Equipos participantes | Equipos participantes                                 |
| ------------------------------------- | --------------------- | ----------------------------------------------------- |
|                                       |                       |                                                       |
| Equipo                                | Ciudad                | Estadio                                               |
| Club Deportivo América                | Quito                 | Estadio Olímpico Atahualpa                            |
| Club Deportivo Chile                  | Uyumbicho             | Estadio El Chan                                       |
| Club Deportivo Clan Juvenil           | Sangolquí             | Estadio General Rumiñahui                             |
| Cuniburo Fútbol Club                  | Cayambe               | Estadio Olímpico Guillermo Albornoz                   |
| Juventud Independiente de Tabacundo   | Tabacundo             | Estadio de la Liga Deporiva Cantonal de Pedro Moncayo |
| Club Deportivo Los Loros              | Quito                 | Estadio Olímpico Atahualpa                            |
| Club Deportivo Rumiñahui              | Machachi              | Estadio El Chan                                       |
| Universidad Internacional del Ecuador | Quito                 | Estadio de la Universidad Internacional del Ecuador   |
| Universidad San Francisco de Quito    | Cumbayá               | Estadio Francisco Reinoso                             |
| Universidad Tecnológica Equinoccial   | Quito                 | Estadio de la Liga Deportiva Parroquial de Nayón      |

| Predecesor: Edición 2012 | Campeonato Provincial de Segunda Categoría de Pichincha Edición 2013 | Sucesor: Edición 2014 |

- Datos: Q24057163